# Царский курган
Ца́рский курга́н — памятник античной архитектуры второй половины IV века до н. э., усыпальница одного из правителей династии Спартокидов, правивших Боспорским царством в 438—109 гг. до н. э. Склеп был полностью разграблен ещё в древности.
Расположен в Керчи, у посёлка Аджи-Мушкай вблизи от Аджимушкайских каменоломен. Курган входит в состав Восточно-Крымского историко-культурного музея-заповедника.

## Описание памятника
Под насыпью кургана высотой 17 метров находится 36-метровый коридор (дромос), построенный из рустованных каменных блоков и погребальная камера из гладких блоков. Основание погребальной камеры с северной стороны высечено в материковой скале, в южной стороне представляет слоевую субструкцию. Пол вымощен плитами. Стены сложены из тщательно пригнанных друг к другу квадров известняка-ракушечника аджимушкайского месторождения. В конструкции погребальной камеры для перехода от квадратного в плане склепа к его куполу применены в углах уступчатые пандативы. Купол состоит из 12 постепенно уменьшающихся в диаметре концентрических колец, перекрытых плитой, составляющих ложный уступчатый свод.
Дромос, ведущий в погребальную камеру, в некоторых частях имеет цоколь. Перекрытие дромоса также составляет ложный уступчатый свод. Кладка стен нерегулярная и разновысокая. Квадры в кладке подогнаны только с лицевой стороны, обратные стороны обработаны чрезвычайно грубо. Такая техника носит название анафирозис.
Пол дромоса вымостки не имел. В стенах дромоса и погребальной камеры сохранились отверстия, куда вставлялись балки лесов, на которых стояли архитекторы. Строители подавали камень на стены снаружи по насыпи. Камень добывался рядом открытым способом. В стенах дромоса видны пазы для распорок, которые были удалены по завершении строительства.
Считается, курган был построен для боспорского царя Перисада I (349/348 — 310/309 гг. до н.э) при его жизни.
На стенах погребальной камеры, пандативах и на стенах дромоса в технике граффити вырезаны христианские религиозные символы, имеющие более позднее происхождение. Курганом пользовались христиане как культовым сооружением в III—IV вв. н. э. На правой стене дромоса вверху имеется единственная надпись — Κοσμάε.
С октября 2015 года Царский курган является объектом культурного наследия федерального значения.

## Дополнительно
Царский курган был изображён на картине швейцарского художника Карло Боссоли «Могила Митридата». Литография с этой картины позже вошла в альбом «Пейзажи и достопримечательности Крыма», вышедший в Лондоне в 1856 году.

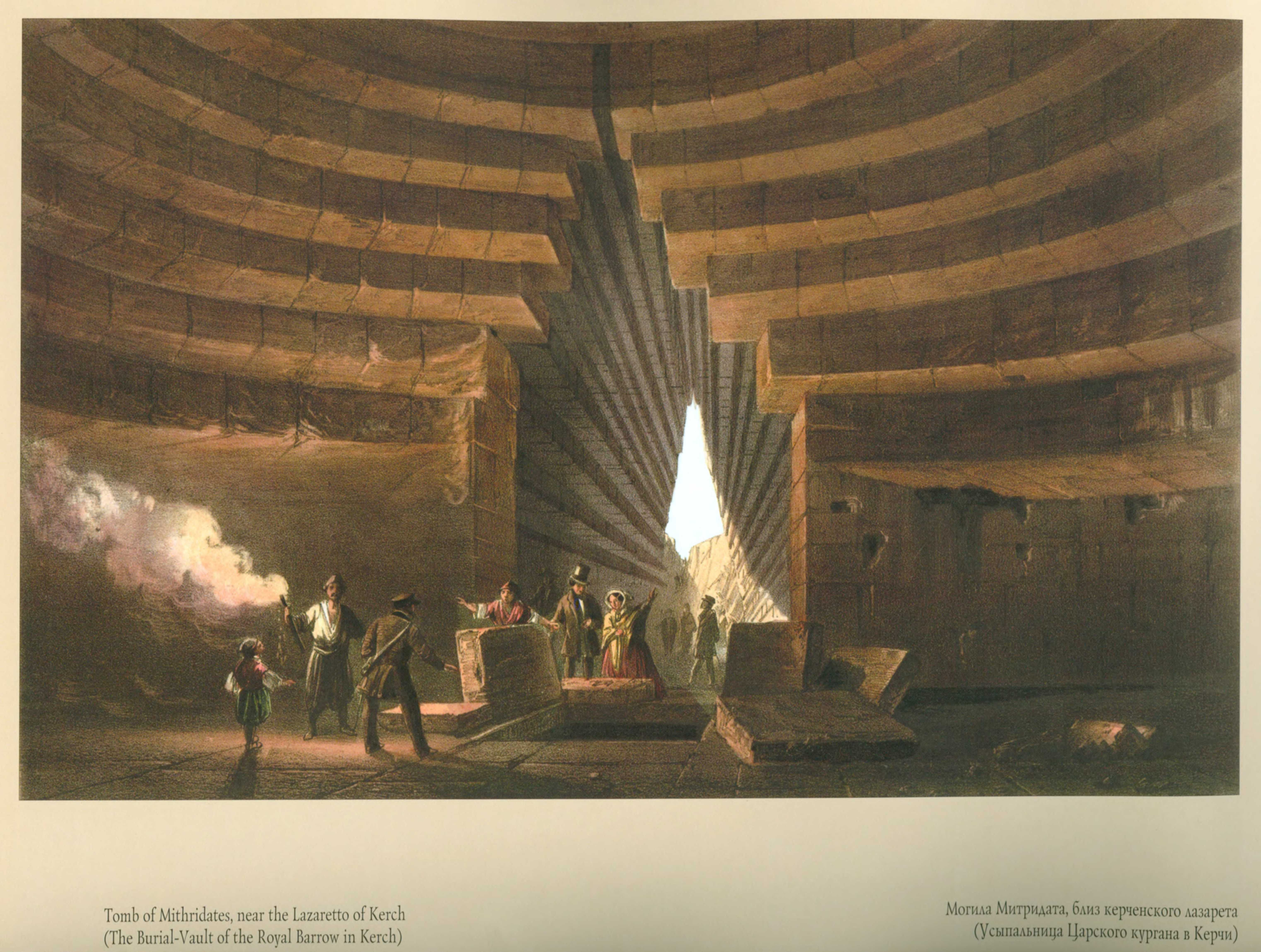
Карло Боссоли, Могила Митридата, 1856
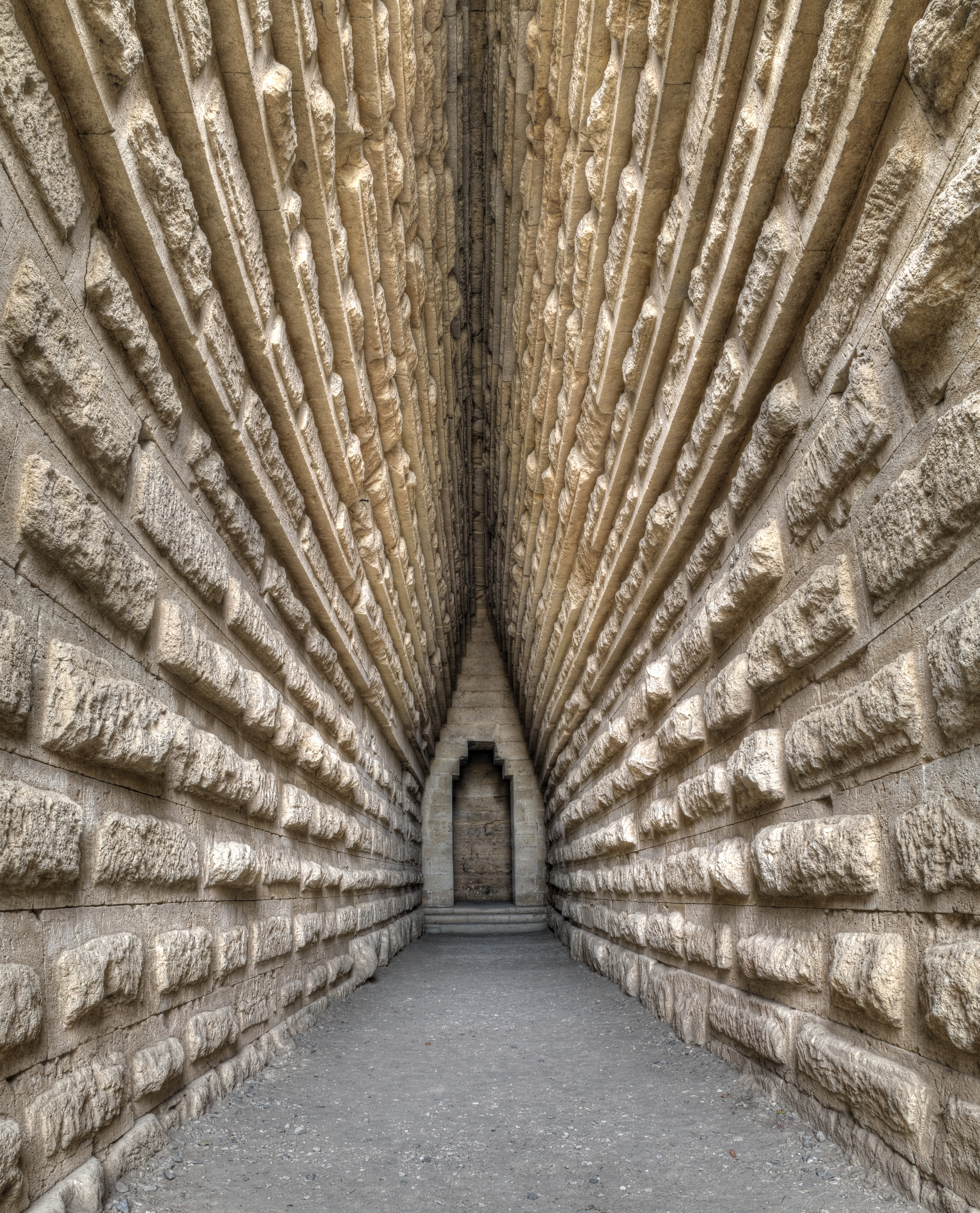
Дромос
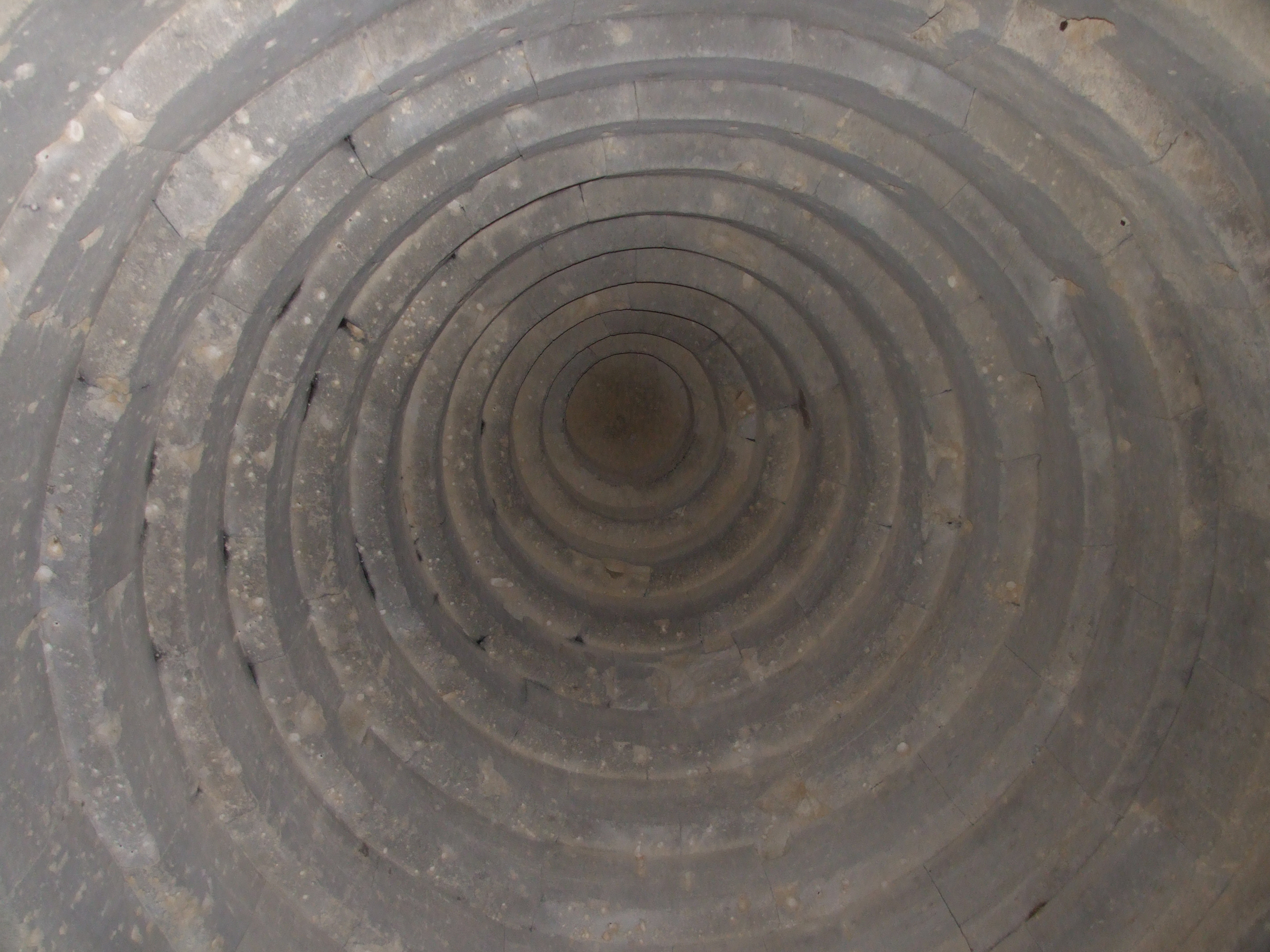
Купол
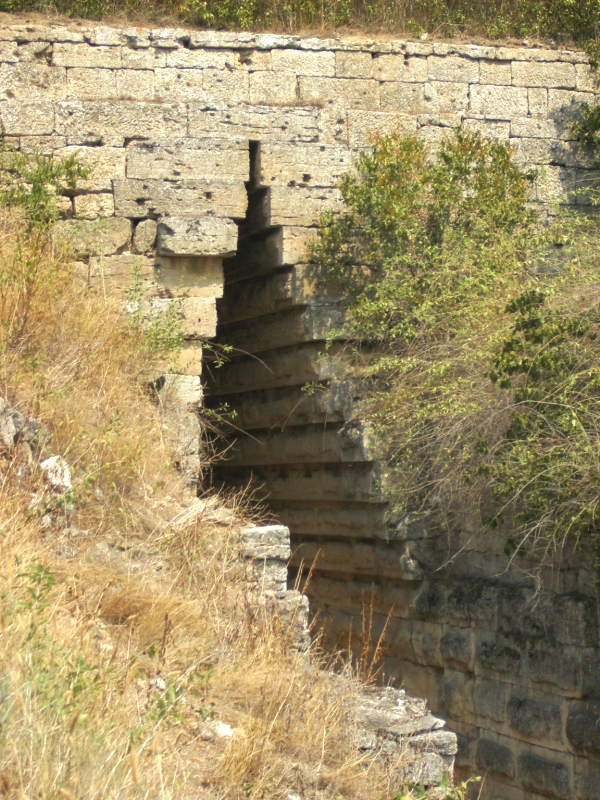
Вход